# Eduard Hallberger

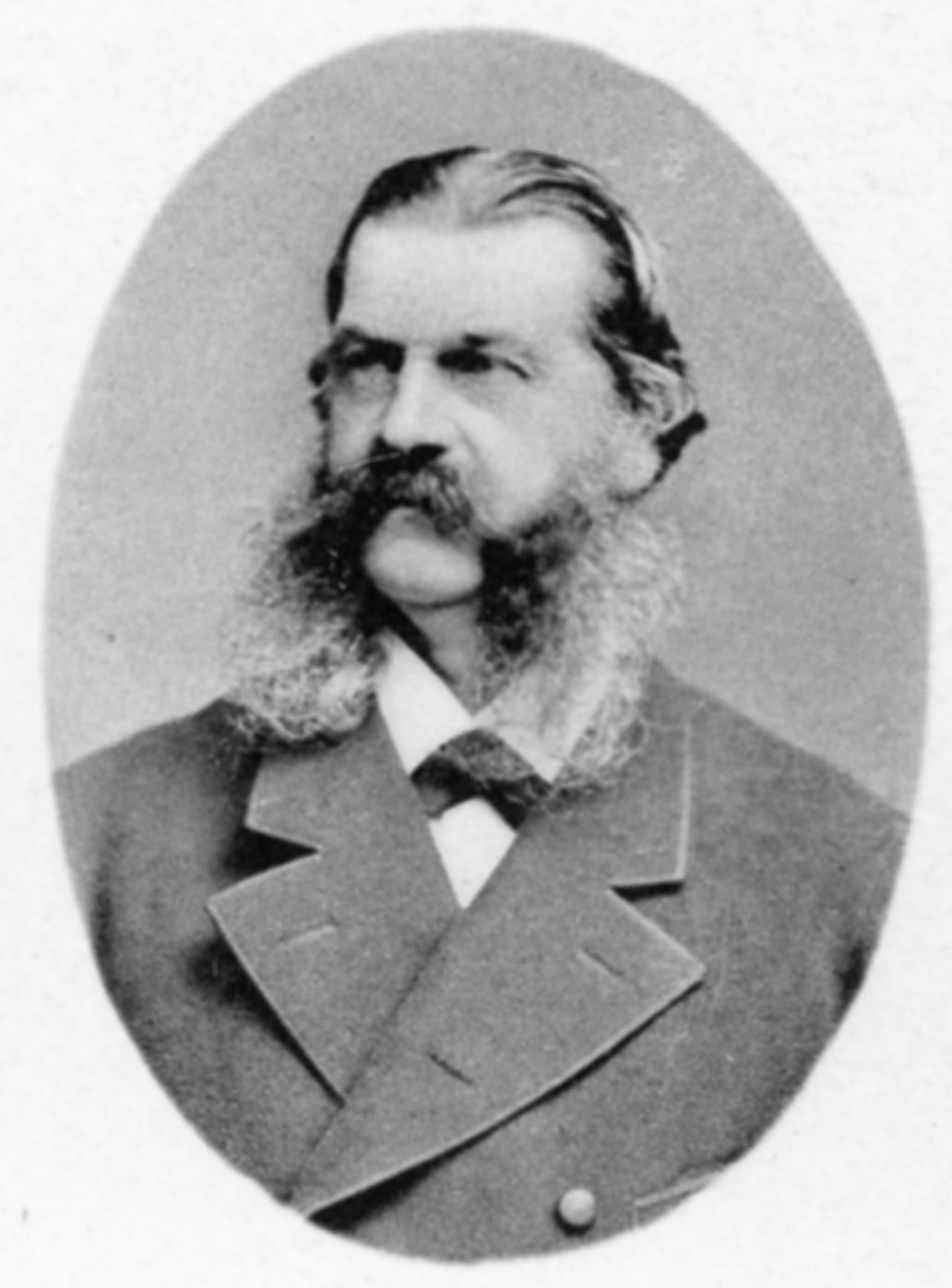
Eduard Hallberger

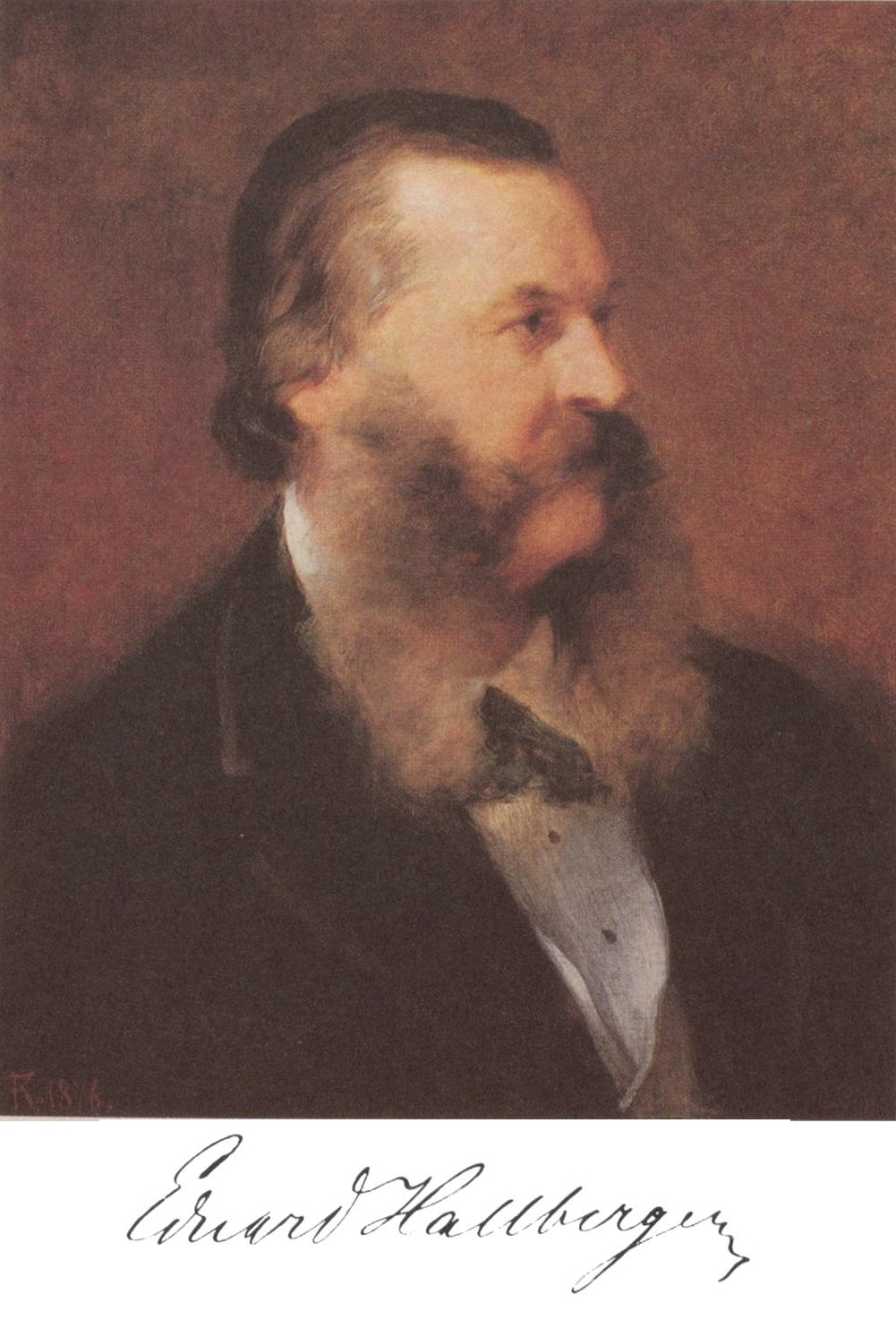
Porträt von Eduard Hallberger, Gemälde von Friedrich August von Kaulbach, 1876

Georg Eduard Hallberger, ab 1869 von Hallberger, (* 29. März 1822 in Stuttgart; † 29. August 1880 in Tutzing) war ein deutscher Verlagsbuchhändler und vielseitiger Unternehmer. 

## Leben
Hallberger war der Sohn des Buchhändlers und Verlegers Ludwig Hallberger. Im väterlichen Verlag, der in den 1830er Jahren im Mittelpunkt der belletristischen Bewegung stand, erfuhr Hallberger seine erste Ausbildung, später wechselte er in ähnliche Firmen nach Potsdam und Berlin. Im Anschluss daran ging er auf die Walz. Er kehrte während der Märzrevolution nach Stuttgart zurück und gründete 1848 dort eine eigene Verlagsbuchhandlung mit einem Schwerpunkt in der Jugend- und Volksliteratur. 1850 brachte er die Jugendzeitschrift Jugend-Album heraus, die bis 1889 bestand.
1853 gründete Hallberger die Zeitschrift „Illustrirte Welt“, welche sich als großer Erfolg herausstellte (bis zu 150.000 Exemplare). Da sich diese Zeitschrift von Jahr zu Jahr einen größeren Leserkreis erschloss, wollte er diesen geschäftlichen Erfolg wiederholen. 1858 gründete er zusammen mit Friedrich Wilhelm Hackländer (Herausgeber) und Edmund Zoller (Redakteur) die Zeitschrift „Über Land und Meer“. Mit dieser Illustrierten konnte er seinen Erfolg mit der „Illustrirten Welt“ noch übertreffen. Mit seinen späteren Zeitschriften war Hallberger bei weitem nicht mehr so erfolgreich.

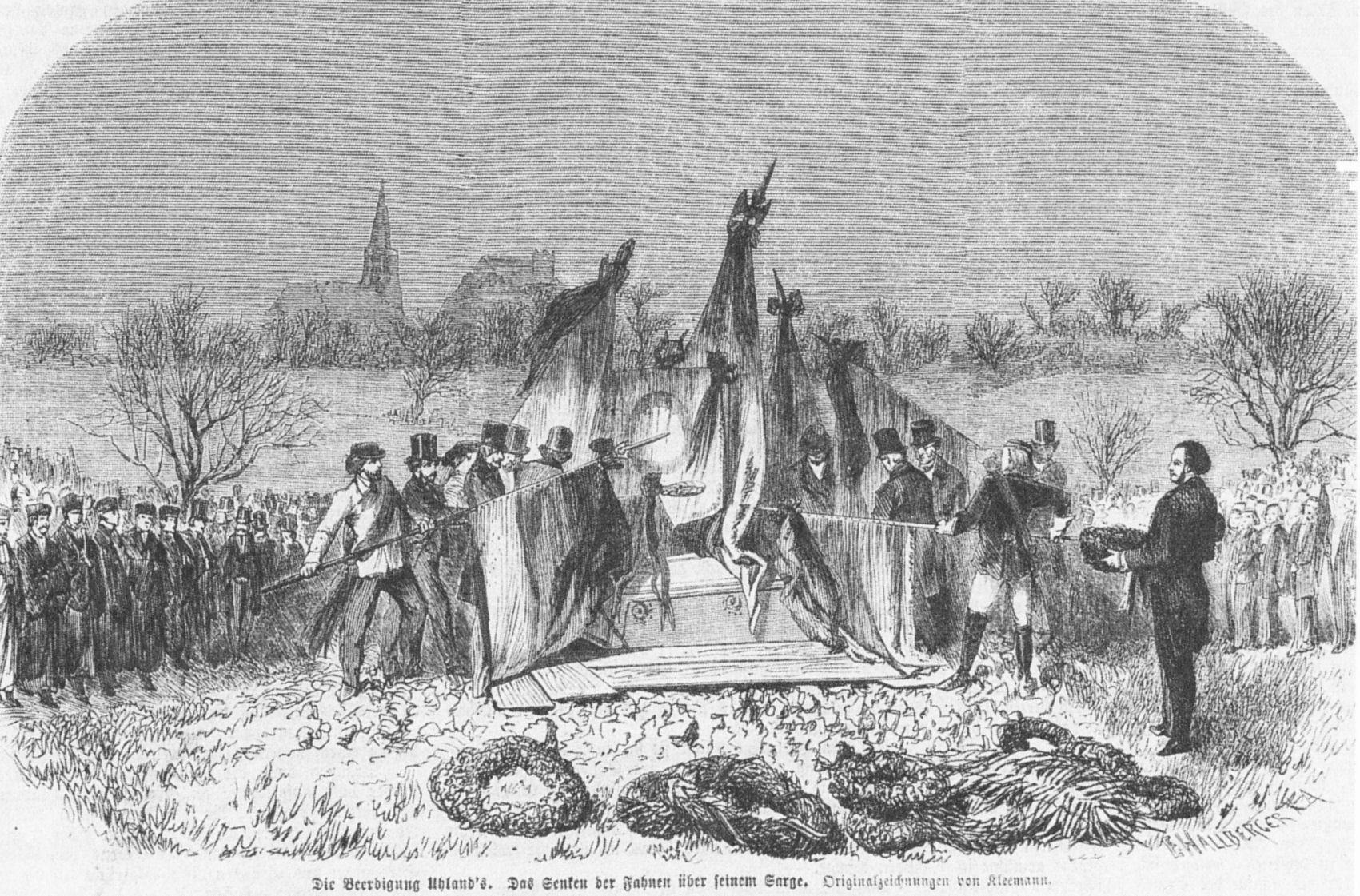
Holzstich der E. Hallberger X. A. zur Beerdigung Ludwig Uhlands 1862, nach „Originalzeichnungen von Kleemann“

Ergänzend gründete Hallberger in Stuttgart eine der größten Holzstechereien in Deutschland, die so genannte „Xylographische Anstalt Eduard Hallberger“, häufig abgekürzt E. Hallberger X.A. oder EHXA. So stammt beispielsweise ein Großteil der rund 700 Holzstiche in Georg Ebers 1879 erschienenen Bildbänden Aegypten in Bild und Wort aus Hallbergers Xylographischer Anstalt. Aegypten in Bild und Wort wurde in mehrere Sprachen übersetzt, beispielsweise ins Englische, Französische und Tschechische, so dass die Arbeiten aus Hallbergers xylographischem Atelier internationale Bekanntheit erlangten.
Mit den Jahren baute Hallberger seinen Verlag aus; nach dem Deutsch-Französischen Krieg gründete er in der Buchstadt Leipzig eine wichtige Filiale, und 1873 fusionierte er mit der väterlichen Firma. Zum von Hallberger aufgebauten Multiunternehmen gehörten auch Bau- und Kohlegeschäfte, Ziegeleien, Steinbrüche sowie Zement- und Papierfabriken. In der Schweiz betrieb er eine eigene Sennerei. Ihm gehörten zahlreiche Gebäude in Stuttgart und ein Schloss in Tutzing am Starnberger See.
Hallberger wurde 1869 zum Geheimen Kommerzienrat ernannt und in den persönlichen württembergischen Adelsstand erhoben. Im Alter von 58 Jahren starb er am 29. August 1880 auf seinem Landsitz in Tutzing. Seine letzte Ruhestätte fand er in dem Hallberger-Mausoleum auf dem Pragfriedhof in Stuttgart. Auf der Ilkahöhe bei Tutzing ließ seine Tochter Gabriele Gräfin Landberg einen Ehrentempel für ihren Vater errichten, der in den 1970er Jahren abgebrochen wurde. Das Verlagsgeschäft mit den dazugehörigen Nebenzweigen, Papierfabriken etc. ging 1881 in den Besitz einer Aktiengesellschaft unter der Firma Deutsche Verlags-Anstalt (DVA) über. Testamentarisch hatte Hallberger diesen Wunsch geäußert.
| - Schloss Tutzing, 1875 | - Mausoleum, 2012 |

## Familie
1849 heiratete Hallberger in Stuttgart Friederike Bauzenberger, Tochter eines Arztes aus Kirchheim/Teck. Aus der Ehe gingen zwei Töchter hervor. Gabriele von Landberg-Hallberger (1850–1915) war in erster Ehe mit dem Bankier Heinrich Philipp von Eichborn (1844–1926) verheiratet und heiratete nach der Scheidung 1884 Carlo Graf Landberg. Hallbergers jüngere Tochter Helene von Reitzenstein (1853–1944) heiratete 1876 den Rittmeister Carl Friedrich Sigmund Felix Freiherr von Reitzenstein-Zoppaten (1848–1897), Sohn des Generals Karl Bernhard von Reitzenstein. Helene von Reitzenstein ließ von 1910 bis 1913 die nach ihrem Mann benannte Villa Reitzenstein errichten.

## Wohn- und Geschäftshäuser
| - Verlagsgebäude von Eduard von Hallberger in der Neckarstraße 121–123, 1878 | - Deutsche Verlags-Anstalt in der Neckarstraße 121–123, 1898, hinten links: Königsbad |

Das erste Wohn- und Geschäftshaus von Eduard Hallbergers Vater Louis Hallberger war das Haus Königstraße 3 in bester Lage in Stuttgart. Eduard Hallberger gründete 1848 eine eigene Verlagshandlung und nahm seinen Wohn- und Geschäftssitz ebenfalls in dem väterlichen Haus Königstraße 3, bis er 1857 ein eigenes Gebäude in der Königstraße 18 bezog. 1856 erwarb Louis Hallberger das neben seinem Haus übereck liegende Gebäude Marstallstraße 2 als Wohnhaus, das Haus Königstraße 3 behielt er als Verlagssitz bei (siehe Louis Hallberger, Wohn- und Geschäftshäuser). Eduard Hallberger kaufte spätestens 1857 auf der anderen Seite der Königstraße das Haus Königstraße 18, in das er seine Wohnung und in das Hinterhaus seinen Betrieb verlegte. 1863 kaufte er das Haus Königstraße 5, zwischen dem väterlichen Haus und der St.-Eberhardskirche, in dem er bis zu seinem Tod wohnte. Die Wohn- und Geschäftsgebäude Königstraße 3, 5 und 18 hatten eine zentrale Lage zwischen dem Königstor, dem Marstall, der St.-Eberhardskirche, dem Theater und dem Schlossplatz und in der Nähe des alten Bahnhofs in der Bolzstraße.
1869 schuf sich Eduard Hallberger durch den Kauf von Schloss Tutzing ein Refugium am Starnberger See, wo er auch verstarb. Hallbergers Nachbar auf der anderen Seite des Sees war der Herausgeber der in seinem Verlag verlegten Zeitschrift „Über Land und Meer“, der sich 1868 in der Villa Hackländer in Leoni niedergelassen hatte.
Durch das schnelle Wachstum des Verlages wurde der Firmensitz in der Königstraße 18 alsbald zu klein. 1870 erwarb Eduard Hallberger das Königsbad beim Neckartor, eine beliebte Vergnügungsstätte. 1871 ließ er durch den Architekten Georg von Morlok in der noch wenig bebauten Unteren Neckarstraße auf einem Teil des großen Grundstücks ein neues Firmengebäude erbauen. Das Doppelgebäude Untere Neckarstraße 121 und 123 bestand aus vier Flügeln, in denen sämtliche Sparten der Druckerei und des Verlags Platz fanden. Das Verlagsgebäude wurde 1944 bei einem Luftangriff zerstört und 1958 durch den Architekten Hans Brüllmann an gleicher Stelle als Sitz der Deutschen Verlags-Anstalt neu aufgebaut. Im Jahr 2000 verlegte der Verlag seinen Sitz nach München.